# Sainte-Hélène-de-Chester
Sainte-Hélène-de-Chester es un municipio canadiense situado en la provincia de Quebec.

## Superficie
Sainte-Hélène-de-Chester tiene una superficie de 83,72 km².

## Demografía
En 2021, tenía 384 habitantes, una densidad poblacional de 4,6 hab./km², y 204 viviendas.